# Pośrednia Polana (Dolina Młynicka)

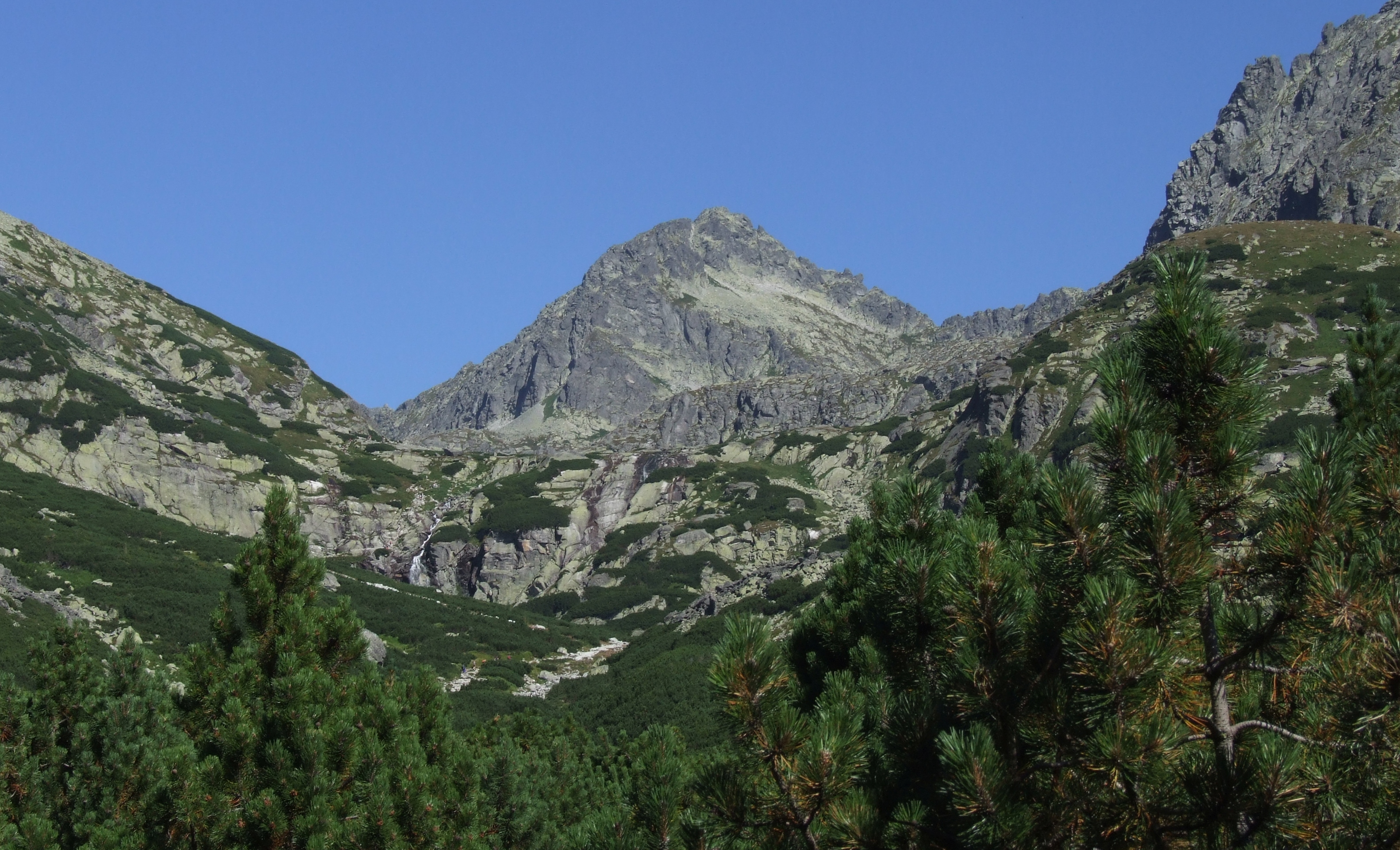
Szczyrbski Szczyt, wodospad Skok i poniżej niego Pośrednia Polana

Pośrednia Polana (słow. Prostredná poľana) – poziomy fragment Doliny Młynickiej w słowackich Tatrach Wysokich. Znajduje się poniżej Wodospadu Skok, a powyżej zwartych łanów kosodrzewiny. Dawniej była to pasterka polana, obecnie tylko rówień. Były trzy Młynickie Polany: Przednia Polana (nad Szczyrbskim Jeziorem, obecnie w większości zabudowana), Pośrednia Polana i Zadnia Polana. Tylko pierwsza z nich była właściwą polaną pasterską, Pośrednia i Zadnia były była polanami tylko z nazwy. W rozumieniu ludności zamieszkującej okolice Tatr i wypasającej w nich owce i bydło, polanami były tylko te polany, które koszono, te które nie były koszone, a tylko wypasane, nazywano halami. Obecnie Pośrednia Polana to tylko trawiasta rówień, stopniowo zarastająca kosodrzewiną.
Przez Pośrednią Polanę prowadzi popularny szlak turystyczny.

## Szlaki turystyczne
– żółty szlak ze Szczyrbskiego Jeziora dnem Doliny Młynickiej obok wodospadu Skok i przez Bystrą Ławkę do Doliny Furkotnej. Przejście szlakiem przez przełęcz jest dozwolone w obie strony, jednak zalecany jest kierunek z Doliny Młynickiej do Furkotnej w celu uniknięcia zatorów na łańcuchach.
- Czas przejścia ze Szczyrbskiego Jeziora do Capiego Stawu: 2:30 h, ↓ 2 h
- Czas przejścia od Capiego Stawu na Bystrą Ławkę: 0:40 h, ↓ 0:30 h.